# Kadencia (dal)
Dalok esetén a kadencia, kadenciarend, vagy sorzárlat a sorok utolsó hangjainak magasságai a dal utolsó hangjához képest. A dalok kadenciarendje csoportosítási szempontot ad például a népzenekutatásban. A kadenciarend meghatározását Ilmari Krohn(de) használta először a finn népdalok rendszerezésére. Bartók Béla 1912-ben javasolta az eredeti Krohn-rend a módosítását, azaz hogy a magyar népdalok esetén a fő kadencia szerinti rendezést alkalmazzák.

## Jelölése
| Hangköz      | Feljebb | Lejjebb |
| ------------ | ------- | ------- |
| prím         | 1       | 1       |
| kis szekund  | ♭2      | ♯ VII   |
| nagy szekund | 2       | VII     |
| kis terc     | ♭3      | VI      |
| nagy terc    | 3       | ♯ V     |
| kvart        | 4       | V       |
| tritónusz    | ♯4      | ♯ IV    |
| kvint        | 5       | IV      |
| kis szext    | ♭6      | III     |
| nagy szext   | 6       | ♯ II    |
| kis szeptim  | 7       | II      |
| nagy szeptim | ♯7      | ♯ I     |
| oktáv        | 8       | I       |
| [ 3 ]        |         |         |

A sorvégi záróhang magasságát arab számokkal adjuk meg, ha azok magasabbak a strófazáró hangnál az alábbiak szerint: 1=prím (azonos hang), 2=nagyszekund, 3=nagyterc stb. A hangközöket a szám elé írt ♭ fél hanggal csökkenti, a ♯ fél hanggal növeli.
Ha a hang alacsonyabb a dal utolsó hangjánál, a viszonyítási alap az utolsó hangnál egy oktávval mélyebb. Ekkor a hangközöket római számokkal jelöljük. Ebből következik, hogy egy római és a vele azonos arab számmal jelölt két kadencia oktáv távolságra van egymástól.
A dalokat nemzetközi megállapodás alapján úgy transzponálják, hogy utolsó hangjuk G legyen. A G-ről induló előjegyzés nélküli (mixolíd) skálában pedig nagyterc és nagyszext van.
A főkadenciát zárójelbe teszik, mely nyomtatásban olykor keretezve vagy karikázva jelenik meg. Négysoros népdaloknál ez csaknem mindig a második sor utolsó hangja. Az utolsó sor kadenciája a fenti szabályok szerint mindig 1, ezért ezt fel sem tüntetjük.

## Példák
- A Madárka, madárka ötsoros strófájának végződései például rendre D, A, A, A, D.[* 3] A strófazáró hang tehát D, mely tonikához a többi fokot viszonyítjuk. Ennek megfelelően D első fok, A pedig ötödik fok. Az utolsó sor triviális 1-ét a szabályok szerint elhagyva a népdal kadenciarendje tehát 1 5 (5) 5.
- Az Úgy tetszik, hogy jó helyen vagyunk itt kezdetű magyar népdal négysoros strófájának sorzárlatai rendre: G, C, D, C. A második sor tonikán álló zárlata a strófát két félperiódusra osztja. Megállapítható, hogy ez lesz a főkadencia, melyet zárójelezve jelölünk. A kadenciarend ennek megfelelően:  5 (1) 2.
- Az Az hol én elmegyek négy sorzárlata: A, F, C, D, azaz a D tonikához viszonyítjuk a fokokat. Arab számmal jelöljük az első kettőt, mivel a strófazáró tonika felettiek, de római számmal a harmadikat, mely az alatt található. Így a kadenciarend: 5 (♭3) VII.